# Poc Con
Poc Con é um evento de histórias em quadrinhos com foco na comunidade LGBT, realizado desde 2019 em São Paulo e idealizado pelos artistas Mário César e Rafael Bastos.

## História
A primeira edição da Poc Con ocorreu em 22 de junho de 2019 no Osaka Naniwa-Kai, em São Paulo, na véspera da parada do orgulho LGBT daquele ano. Os organizadores disponibilizaram 50 mesas para artistas e foram surpreendidos por um total de 345 inscrições. O público também foi em quantidade superior à expectativa dos organizadores, com cerca de 3.000 pessoas, entre jovens, adultos e famílias que fizeram fila para participar do evento, que tinha entrada gratuita.
O nome "Poc Con" veio de uma gíria antiga, "poc poc" (referente ao barulho que o salto alto faz ao se andar), que era usada no passado pra ridicularizar gays, travestis e transformistas. Recentemente, assim como outras gírias depreciativas antigas, esta passou a ser ressignificada como motivo de orgulho.
A segunda edição do evento iria ocorrer no dia 13 de junho de 2020, novamente na véspera da para do orgulho LGBT. Porém, devido à pandemia de COVID-19, os organizadores realizaram uma edição on-line, que foi chamade de Poc Con em Casa. O evento foi realizado de 13 a 27 de junho com debates, quadrinhos, ilustração, games, animação e representatividade, além de lives de desenho. Em 2021, ainda com as restrições oriundas da pandemia, o evento foi realizado novamente no formato digital.
Em 2022, a Poc Con voltou a ser realizada de forma presencial. Desta vez o evento foi realizado em 18 de junho na Casa de Portugal, em São Paulo, com a participação de mais de 110 artistas e 5.000 visitantes. No mesmo ano, em 24 de setembro, também foi realizada a POCket Poc Con em Guarulhos, um evento de tamanho reduzido, com 16 artistas e quatro painéis. Este formato ocorreu novamente no ano seguinte, desta vez fazendo parte da atividade Primavera no Centro, iniciativa do SESC São Paulo e do Theatro Municipal de São Paulo.
A terceira edição da Poc Con foi realizada em 9 e 10 de junho de 2023 no Centro Cultural São Paulo (CCSP). O evento, que manteve a entrada gratuita, teve a participação de 119 artistas que expuseram seus trabalhos para os visitantes, que também puderam participar de oficinas, palestras, debates e sessões de autógrafo. Ocorreu também uma homenagem à quadrinista Anita Costa Prado, que produz quadrinhos com temática LGBTQIA+ desde 1995.
A quarta edição do evento, programada para os dias 31 de maio e 1 de junho de 2024, ocorrerá novamente no CCSP e terá 170 artistas já confirmados.

## Premiações
Em 2022, a edição Poc Con em Casa (realizada no ano anterior) ganhou o Troféu HQ Mix de melhor evento.